# سرغین
سرغین (به عربی: سرغین) یک شهرداری در الجزایر است که در استان تیارت واقع شده است.